# Кућа Перише Дамљановића
Кућа Перише Дамљановића налази се у месту Дражиниће код Краљева. Изграђена је између 1920. и 1930. године. Заштићена је као споменик културе од 1990. године. 

## Историја
Кућа је била део домаћинства Перише Дамљановић. Почетком 1943. године, у кући је организован рад илегалне партијске штампарије. Кућа је тада била опремљена са фештетнером, писаћом машином, радио-апаратом и осталим апаратима потребним за штампање вести и летака. Вести и леци су штампани, а потом и дељени члановима Партије и симпатизерима. Крајем 1943. године штампарија је измештена јер је постојала могућност да буде откривена и уништена.

## Изглед
Кућа је несумњиво била мањих димензија, дводелна са подрумом и шиндром. Унутрашњост куће су чиниле две просторије, једна је поседовала огњиште, а друга је била соба. Стамбени део грађен је брвнима која су везана за ћерт. Крајем 19. века у домаћинству је изграђена дводелна брвнара која и данас постоји. Брвнара је изузетних димензија, занимљиве обраде детаља и покривена је сламом. Има атулу са три стране, од улазних до наспрамних врата. Очуване су пећи и отворено огњиште. Под у соби је изграђен од дасака, а таваница од шашоваца. По веровању и причи власника у кући су се крили партизани.